# Волейбол на летних Олимпийских играх 2004 (составы, женщины)
Составы команд, принимавших участие в женском турнире по волейболу на XXVIII Олимпийских играх в Афинах.

## Бразилия
Главный тренер: Жозе Гимарайнш, тренер: Пауло Баррос

## Германия
Главный тренер: Ли Хи Ван, тренер: Хельмут фон Зостен

## Греция
Главный тренер: Димитрис Флорос, тренер: Димитриос Андреопулос

## Доминиканская Республика
Главный тренер: Хорхе Гарби, тренер: Эктор Ромеро

## Италия
Главный тренер: Марко Бонитта, тренер: Марко Меркарелли

## Кения
Главный тренер: Кибет Мудж, тренер: Давид Лунгао

## Китай
Главный тренер: Чэнь Чжунхэ, тренер: Лай Явэнь

## Куба
Главный тренер: Луис Фелипе Кальдерон, тренер: Эухенио Хорхе

## Россия
Главный тренер: Николай Карполь, тренер: Валентина Огиенко

## США
Главный тренер: Тосиаки Ёсида, тренер: Кевин Гамбли

## Республика Корея
Главный тренер: Ким Чул Ён, тренер: Ман Хьюн Син

## Япония
Главный тренер: Сёити Янагимото, тренер: Ёситака Нисимура